# Foumban
Foumban (franska: Fumban, Foumbam) är en ort i Kamerun.   Den ligger i regionen Västra regionen, i den centrala delen av landet, 220 km norr om huvudstaden Yaoundé. Foumban ligger 1 179 meter över havet och antalet invånare är 92 673.
Terrängen runt Foumban är platt åt nordväst, men åt sydost är den kuperad. Trakten runt Foumban är ganska tätbefolkad, med 67 invånare per kvadratkilometer. Det finns inga andra samhällen i närheten. Trakten runt Foumban är huvudsakligen savannskog.